# 藤原清貫
藤原清貫（867年—930年7月24日），平安時代公卿。藤原南家及参議保則四子。

## 生平
起初擔任讚岐権大掾、中判事及兵部少丞 。寬平9年（897年），逢醍醐天皇即位，擔任六位蔵人，昌泰元年（898年）官至從五位下，不久也成為醍醐天皇側近，同時也成為藤原時平的幕僚之一，因此清貫在官事上節節高升。
昌泰4年（901年），自藤原時平起發昌泰之變將右大臣菅原道真陷害至流放後，清貫奉時平命令，以宇佐八幡宮使者身份訪問道真，實際為監視道真左遷至太宰府的動向，將之報告給醍醐天皇和時平。延喜5年（905年）擔任右衛門權佐，成為日本史最初的三事兼帶官員，同年也參與時平的改革計劃，編纂當時法規《延喜式》。在時平弟弟藤原忠平的政權下，清貫的官位同樣節節高升，直至延喜21年（921年）升至正三位，擔任大納言，官位次於左大臣藤原忠平和天皇外戚右大臣藤原定方。

### 死亡
延長8年6月26日（930年7月24日），清貫在清涼殿遭到雷劈引火上身燒毀衣服，胸部也被燒裂致死，當時虛歲六十四，屍體從陽明門被抬出來。由於清貫先前奉命監視被誣陷的菅原道真，因此「道真的怨靈操縱了雷電」、「道真化作雷神」的說法在民間廣為流傳。

## 官職履歷
粗體為最終職位。
| 和曆     | 西曆  | 月日 (和曆) | 官職                           |
| -------- | ----- | ----------- | ------------------------------ |
| 仁和4年  | 888年 | 2月10日     | 讚歧權大掾                     |
| 寬平5年  | 893年 | 5月16日     | 中判事                         |
| 寬平8年  | 896年 | 正月26日    | 兵部少丞                       |
| 寬平9年  | 897年 | 7月7日      | 六位藏人                       |
| 寬平9年  | 897年 | 7月26日     | 式部少丞                       |
| 昌泰元年 | 898年 | 11月21日    | 從五位下（藏人[臨時]）         |
| 昌泰2年  | 899年 | 正月21日    | 美濃守                         |
| 昌泰2年  | 899年 | 3月7日      | 兵部少輔                       |
| 昌泰2年  | 899年 | 3月26日     | 五位藏人                       |
| 昌泰3年  | 900年 | 2月20日     | 兼相模權介                     |
| 昌泰3年  | 900年 | 8月20日     | 式部權少輔                     |
| 延喜2年  | 902年 | 11月21日    | 右少                           |
| 延喜4年  | 904年 | 正月7日     | 從五位上                       |
| 延喜5年  | 905年 | 10月15日    | 兼右衛門權佐                   |
| 延喜6年  | 906年 | 3月25日     | 左少弁                         |
| 延喜7年  | 907年 | 正月        | 正五位下                       |
| 延喜8年  | 908年 | 正月12日    | 右中弁，春宮亮                 |
| 延喜8年  | 908年 | 8月28日     | 左中弁                         |
| 延喜9年  | 909年 | 正月7日     | 從四位下                       |
| 延喜9年  | 909年 | 5月11日     | 藏人頭                         |
| 延喜10年 | 910年 | 正月3日     | 參議，春宮亮如元               |
| 延喜10年 | 910年 | 2月15日     | 兼右大弁，春宮亮如元           |
| 延喜11年 | 911年 | 正月13日    | 兼讚歧權守，右大弁，春宮亮如元 |
| 延喜11年 | 911年 | 2月15日     | 左大弁，兼春宮亮，讚歧守如元   |
| 延喜11年 | 911年 | 4月28日     | 式部大輔，去亮，讚歧權守如元   |
| 延喜12年 | 912年 | 正月7日     | 從四位上                       |
| 延喜13年 | 913年 | 正月28日    | 權中納言，從三位               |
| 延喜14年 | 914年 | 8月25日     | 中納言                         |
| 延喜14年 | 914年 | 10月14日    | 兼陸奧出羽按察使               |
| 延喜15年 | 915年 | 6月25日     | 兼右衛門督，按察史如元         |
| 延喜19年 | 919年 | 正月28日    | 止按察使                       |
| 延喜19年 | 919年 | 9月13日     | 兼左衛門督                     |
| 延喜20年 | 920年 | 9月21日     | 兼民部卿，左衛門督如元         |
| 延喜21年 | 921年 | 正月7日     | 正三位                         |
| 延喜21年 | 921年 | 正月30日    | 大納言                         |
| 延喜21年 | 921年 | 3月13日     | 兼東宮傅，民部卿如元           |
| 延喜23年 | 923年 | 3月21日     | 止傅                           |